# الإفريقي الذي أراد الطيران
الأفريقي الذي أراد الطيران ( (بالفرنسية: L'Africain Qui Voulait Voler)‏) هو فيلم غابوني لعام 2016 من إخراج سامانثا بيفوت. يستند جزئيا على سيرة لوك بيندزا. صُوِّر الفيلم بلغتين: الصينية والفرنسية وكان مترجماً للغة الإنجليزية.

## الإنتاج
أُنتِج فيلم الأفريقي الذي أراد الطيران بواسطة نيون روج، مع إنتاج مشترك من مسرح شركة Actors Company ( بفرنسا ). صُوِّرت المشاهد في كل من الجابون والصين. أُلِّفت الموسيقى من الإيقاعات الصينية.

## الحبكة
بمشاهدة فيلم بيج بوص يكتشف طفل غابوني الكونغ فو ويقرر الذهاب إلى الصين بعمر 15 عامًا فقط. يتعلم ليكون أول أفريقي يتعلم فن الكونغ فو. ويصبح من ذوي الخبرة فيه.

## العروض
- شوهِد الفيلم في مهرجان الفيلم الأفريقي بجامعة ديوك في 27 فبراير 2019.[4]
- قدم مركز ميسليس للأفلام الوثائقية الفيلم لمهرجان نيويورك السينمائي الأفريقي الرابع والعشرين في 19 مايو 2017.[5]